# Kusudama
Kusudama (jap. 薬玉) – kulista ozdoba wykonana m.in. ze sztucznych kwiatów lub papieru (np. metodą origami). Czasem doczepia się do niej od spodu długie, kolorowe wstążki, tasiemki, nici.

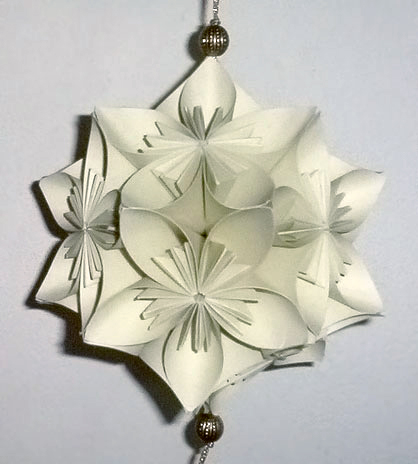
Kusudama z sześćdziesięciu, papierowych modułów

Słowo „kusudama” jest połączeniem dwóch japońskich słów: kusuri 薬 – „lekarstwo” oraz tama 玉 – „kula”.
W starożytnej Japonii kusudama była torbą wypełnioną substancjami zapachowymi, mającymi na celu odstraszenie złych duchów i demonów, głównie w czasie dorocznego Święta Dzieci w dniu 5 maja.
Współcześnie ozdoba ta jest używana w trakcie różnorodnych ceremonii, jak np. otwarcie nowego sklepu, czy restauracji. Czasem służy jako prezent.
Kusudamy uważa się za prekursora origami modułowego. Różnica między kusudamą a origami modułowym jest taka, że poszczególne moduły w origami nie mogą być sklejane ani zszywane.